# Barabás
Barabás ist eine ungarische Gemeinde im Kreis Vásárosnamény im Komitat Szabolcs-Szatmár-Bereg.

## Geografische Lage
Barabás liegt 15 Kilometer nordöstlich der Kreisstadt Vásárosnamény und zwei Kilometer südlich der Grenze zur Ukraine. Nachbargemeinden sind Gelénes und Vámosatya sowie Kosson (Косонь) jenseits der ukrainischen Grenze.

## Sehenswürdigkeiten
- Gedenktafel für Tivadar Lehoczky (Lehoczky Tivadar emléktábla)
- Naturschutzgebiet (Kaszonyi-hegy Természetvédelmi Terület), nordöstlich der Gemeinde
- Reformierte Kirche, erbaut 1803 (Spätbarock), der Turm wurde 1822 hinzugefügt

## Verkehr
Durch Barabás verläuft die Landstraße Nr. 4121, die in nördlicher Richtung zum Grenzübergang in die Ukraine führt. Der Grenzübergang ist von 7 Uhr bis 19 Uhr für Fußgänger, Zweiräder sowie Personenkraftwagen geöffnet. Es bestehen Busverbindungen über Vámosatya und Tiszaszalka nach Vásárosnamény sowie nach Gelénes und weiter bis nach Beregdaróc. Die nächstgelegenen Bahnhöfe befinden sich südwestlich in Vásárosnamény sowie westlich in Aranyosapáti.